# (434326) 2004 JG6
(434326) 2004 JG6 es un asteroide Atira, es decir, su órbita está totalmente contenida en el interior de la órbita de la Tierra. Fue el segundo cuerpo de esta clase en ser descubierto tras Atira.
Fue descubierto el 11 de mayo de 2004 por Brian A. Skiff, dentro del proyecto LONEOS llevado a cabo en el Observatorio Lowell, en Flagstaff, Arizona, Estados Unidos.

## Características
Es el asteroide de menor periodo orbital conocido, menor incluso que el de Venus, lo que le hace ser el segundo objeto del sistema solar más cercano al Sol detrás de Mercurio. Sin embargo, su órbita es tan excéntrica que corta tanto a la órbita de Venus como a la de Mercurio y llega a acercarse al Sol (perihelio) a menos de 30 millones de kilómetros (0,298 ua).